# 全国直販流通協会
一般社団法人全国直販流通協会（ぜんこくちょくはんりゅうつうきょうかい）は、日本の中小規模の訪問販売事業者の協会。日本訪問販売協会に加盟している。

## 略歴
- 1981年2月 中小企業流通研究協会として発足
- 1981年4月 日本訪問販売協会に団体会員として加盟
- 1985年5月 全国直販流通協会に改称
- 2011年8月 一般社団法人格を取得

## 関連文献
- “業界誌対談に消費者庁長官 まるでマルチ広告塔 大門氏追及”.  しんぶん赤旗（日本共産党） (2012年3月24日). 2013年2月13日閲覧。
- “マルチ業界誌で対談 国民生活センター理事長も 大門議員指摘”.   しんぶん赤旗（日本共産党） (2012年3月28日). 2013年2月16日閲覧。